# Grofovija Barcelona
Grofovija Barcelona (lat. Comitatus Barcinonensis, kat. Comtat de Barcelona, špa. Condado de Barcelona) bila je grofovija na sjeveroistoku Pirenejskog poluotoka, izvorno smještena u južnom pograničnom području Karolinškog Carstva. U 10. stoljeću, grofovi Barcelone postupno su postigli neovisnost od franačke vladavine i postali nasljedni vladari u stalnom ratu s islamskim Emiratom Córdoba i njegovim državama nasljednicama. Grofovi su brakovima, savezima i ugovorima stekli ili vazalizirali druge katalonske grofovije i proširili svoj utjecaj na Okcitaniju. 
Godine 1164. Grofovija Barcelona ušla je u personalnu uniju s Kraljevinom Aragonijom. Od tada je povijest okolice uključena u povijest Krune Aragonije, ali je Barcelona ostala vodeća unutar nje. Unutar Krune, Grofovija Barcelona i druge katalonske grofovije postupno su se spajale u državnu upravu poznatu kao Kneževina Katalonija, koja je preuzela institucionalni i teritorijalni kontinuitet Grofovije Barcelone. 

## Začetak
Podrijetlo Grofovije Barcelone seže u rano 8. stoljeće, kada su muslimani preuzeli kontrolu nad sjevernim teritorijima Vizigotskog Kraljevstva u Hispaniji te modernoj sjeveroistočnoj Španjolskoj i južnoj Francuskoj. Nakon što je zaustavilo duboke muslimanske prodore, Franačko Carstvo pod karolinškim monarsima historiografski je postupno stvorilo Hispansku Markgrofoviju. To je postignuto preuzimanjem teritorija Septimanije koje su Mauri osvojili u 8. stoljeću od njih, onih teritorija koji okružuju Pireneje i posebno sjeveroistok Pirenejskog poluotoka. Istočni pirenejski teritoriji ponovno su naseljeni ljudima iz Septimanije. To je rezultiralo stvaranjem učinkovite tampon zone između muslimanskog Pirenejskog poluotoka te Vojvodstva Akvitanije i Provanse.

## Neovisnost
Tijekom 10. stoljeća, grofovi Barcelone jačaju svoj politički autoritet i dodatno se udaljavaju od franačkog utjecaja. Godine 985. Barcelonu, kojom je tada vladao Borrell II., napali su i spalili muslimani, predvođeni Almanzorom. Grof se sklonio u planinu Montserrat, čekajući pomoć franačkog kralja koja nikada nije stigla, što je izazvalo ogorčenje. Godine 988. završila je vladavina dinastije Karolinga, a zamijenila ju je dinastija Capet. Borrell II. je morao prisegnuti na vjernost novom franačkom kralju, ali nema dokaza da je grof pristao na poziv jer je franački kralj morao otići na sjever kako bi riješio sukob. To je protumačeno kao polazište stvarne samostalnosti grofovije. Odustajanje od bilo kakvog mogućeg francuskog zahtjeva za feudalnu vlast dobio je Jakov I. ugovorom u Corbeilu (1258.).
Nakon toga, Grofovija Barcelona porasla je na važnosti i proširila svoj teritorij uzastopnim prebrojavanjem. Preuzela je druge hispanske grofovije i polako se širila prema jugu kao rezultat bitaka protiv al-Andalusa i ponovnog naseljavanja područja poput Tarragone.
Nakon Borrellove vladavine, uslijedila je vladavina njegovog praunuka Ramona Berenguera I. Njegova baka bila je moćna Ermesinde od Carcassonnea. Za vrijeme regentstva Ermessindea (1018. – 1044.) bio je očit raspad središnje vlasti uslijed feudalne revolucije. Ramon Berenguer I. ojačao je moć grofovije podvrgavanjem pobunjenih plemića Penedèsa predvođenih Mirom Geribertom, udruživši se s grofovima Urgell i Pallars, stekavši grofovije Carcassonne i Rasez, naplativši parije iz kraljevstava Zaragoze i Lleide te obnovivši zakonodavni okvir grofovija da dopusti uvođenje Barcelonskih običaja (skupa feudalnih pravila i običaja koji se povećao u narednim godinama, a bit će osnova katalonskih ustava od 13. stoljeća nadalje. U svojoj oporuci odlučio je da više neće dijeliti teritorije, ali je jedinstvenu vlast prenio na svoje sinove blizance, Ramona Berenguera II. i Berenguer Ramon II.
Nakon krize izazvane ubojstvom Ramona Berenguera II. i optužbi za bratoubojstvo protiv njegovog brata, koji je poginuo u Prvom križarskom ratu, a njegov sin i nasljednik, Ramon Berenguer III., uspio je proširiti granice grofovije. Osvojio je dio Grofovije Empúries i, predvodeći veliku koaliciju, također pokušao osvojiti Mallorcu, ali je morao odustati zbog napredovanja almoravidskih trupa na Pirenejskom poluotoku. Također je naslijedio grofovije Besalú i Cerdanyju, postupno formirajući teritorij vrlo sličan nekadašnjoj Staroj Kataloniji. Preselio se prema Lleidi i ponovno naselio pogranična područja kao što je grad Tarragona, učinkovito ga obnovivši kao biskupsko sjedište. Godine 1112. produžio je svoju transpirenejsku vladavinu pripajanjem Provanse svojim brakom s groficom Dolçom I.

## Raspuštanje grofovstva
Unatoč ujedinjenju Grofovije sa Španjolskom, sam zakon o Barceloni ostao je na snazi u Kataloniji sve dok veći dio nije ukinut dekretima Nueva Planta (1716.) nakon Rata za španjolsku baštinu. Od tada je Kneževina Katalonija prestala biti zaseban politički entitet, a politička arena današnje Katalonije definirane je kao takva Statutima o autonomiji iz 1932., 1979. i 2006. godine. Štoviše, titula grofa od Barcelone spojena je sa španjolskom krunom. Juan Carlos I. dodijelio ju je svom ocu Juanu Carlosu de Borbónu, vrativši, nakon njegove smrti, titule španjolske krune kao kraljevsku titulu.